# Леонардо I Токко
Леонардо I Токко (умер в 1375 или 1377 году) — граф Кефалинии и Закинфа с 1357 года, а позже правитель Итаки, Лефкаса и Войницы.

## Происхождение
Родителями Леонардо были губернатор острова Корфу Гульельмо Токко и Маргарита Орсини, дочь графа Кефалинии и Закинфа Иоанна I Орсини.

## Граф Кефалинии и Закинфа
Благодаря своему отцу, Леонардо имел тесные связи с династией Анжу, особенно с Робертом Тарентским. Токко был одним из свидетелей брака государя, а в 1352 году помог освободить его из венгерского плена. В качестве награды, в 1357 году Роберт даровал ему титул графа Кефалинии и Закинфа, а также возможно и Итаки. В период с 1362 по 1373 годы Леонардо получил контроль над островом Лефкас, а также эпирским портом Войница. В 1374 году после смерти Филиппа II Тарентского, он вошёл в состав делегации, представлявшей Ахейское княжество перед королевой Джованной I Неополитанской. Леонардо умер в период между мартом 1375 и августом 1377 года.

## Семья
Леонардо был женат на племяннице Николло Акциайоли Маддалина де' Буонделмонти. От этого брака у него было пять детей:
- Петронилла (умерла в 1409 или 1410 году) — супруга герцога Наксоса Никколо III далле Карчери (умер в 1383 году), потом — жена венецианского бальи Негропонта Николо Веньери[6]
- Джованна — жена графа Джерачи Энрико ди Вентимиджлиа[6]
- Сюзанна — жена вице-короля Калабрии, графа Кантанцаро и маркиза Котроне Николо Руффо[6]
- Карло I Токко (умер в 1429 году) — наследник отцовского графского титула, стал царём Эпира[2][6]
- Леонардо II Токко (умер в 1418 или 1419 году) — лорд Закинфа, Кларенцы и Ангелокастрона, правитель Коринфа[2][6]